# Virement bancaire
« Virement » redirige ici.  Pour les autres signification du mot « virement », voir virer.
 (novembre 2020).
Si vous disposez d'ouvrages ou d'articles de référence ou si vous connaissez des sites web de qualité traitant du thème abordé ici, merci de compléter l'article en donnant les références utiles à sa vérifiabilité et en les liant à la section « Notes et références ».
En finance, un virement bancaire est une opération d'envoi (transfert) et de réception (rapatriement) d'argent entre deux comptes bancaires:
Le virement bancaire permet le déplacement de sommes d'argent d'un compte à un autre sans passer par un échange de somme liquide.
- soit ouverts dans la même banque (virement interne), soit dans deux banques différentes (virement externe) ;
- soit réalisé dans le même pays (virement domestique), soit entre deux pays de l'espace économique européen et inférieur à 50 000 euros (virement SEPA ou SEPA Credit Transfer), soit dans les autres cas, entre deux pays (transfert international) (par exemple via le réseau Society for Worldwide Interbank Financial Telecommunication (SWIFT), ou Western Union) ;
- soit ponctuel, soit permanent (virement automatique, par exemple virement par le locataire de son loyer au propriétaire, programmé à date mensuelle fixe dans le système de la banque).

La personne physique ou morale qui demande l'émission du virement est dénommée le donneur d'ordre (improprement l'émetteur), celle qui reçoit l'argent le bénéficiaire.

## Principe
Un virement suppose pour la banque émettrice d'utiliser des codes :
- L’identifiant de la banque destinataire (appelé "BIC" ou "SWIFT code" normalisés au niveau international).
- L'identifiant du compte courant du bénéficiaire (appelé IBAN) . Certaines banques se contentent du nom et adresse du bénéficiaire, mais cela est moins sûr pour l'émetteur, car il n'y a pas de traçabilité et donc aucun recours en cas d'imposture. L'IBAN est d'ailleurs désormais obligatoire pour les virements européens SEPA.

Ils figurent obligatoirement sur le RIB (relevé d'identité bancaire) ou l'extrait de compte du bénéficiaire.

### Fonctionnement
Le bénéficiaire communique ses coordonnées bancaires au donneur d'ordre, qui remplit le montant, signe et transmet à sa banque. En Belgique, ce sont des papiers dont la couleur varie selon la banque, allant du rose au brun en passant par la couleur saumon qui peuvent être retirés à sa banque. En cela le virement papier, qui est de plus en plus rarement gratuit en Belgique (pour privilégier le virement par Internet, qui, lui, est gratuit), est l'équivalent du chèque, qui est généralement gratuit en France. En Belgique, la généralisation du virement pour les paiements à distance est due au fait que les banques ne délivrent plus de chèques à leurs clients, sauf rares exceptions, notamment le chèque certifié. 
En Belgique, les factures mentionnent toujours le numéro du compte bancaire de l'émetteur, afin de permettre le paiement par virement. Il est très courant en Belgique que l'émetteur d'une facture imprime un virement en bas de page, ce qui permet au client de détacher ce virement papier, le compléter, le signer et le remettre à sa banque (exemple : un magazine imprime un virement, afin que le client puisse payer son abonnement) Mais ce virement papier est de moins en moins utilisé car il est devenu payant dans beaucoup de banques. En France, ceci est appelé une autorisation de prélèvement ou un titre interbancaire de paiement (TIP). Pour éviter les erreurs dues à l'encodage des informations de paiement dans un système de banque mobile, il est également possible d'ajouter un QR code suivant les instructions du Conseil européen des paiements permettant d'initier un virement bancaire au sein de la zone SEPA.

## Giro
Le Giro est un système de paiement, plus précisément un virement bancaire où le bénéficiaire n'intervient pas.
Le bénéficiaire communique ses coordonnées bancaires au donneur d'ordre, généralement sur papier libre, comme on échangerait un numéro de téléphone. Le donneur d'ordre peut alors virer le montant de son choix vers le compte du bénéficiaire, sans que ce dernier n'ait à se manifester. Le donneur d'ordre est ensuite notifié du succès de l'opération. Il s'agirait d'une pratique millénaire, née à Alexandrie en Égypte. Le terme giro signifie virement en italien, et le système est très prisé en Allemagne où le chèque est quasiment inexistant (tout comme en Belgique).
Le Society for Worldwide Interbank Financial Telecommunication (Swift) est un système de virement Giro international très utilisé dans le Benelux.
En France cette pratique est très méconnue, car le chèque est généralement gratuit, mais aussi en raison d'une tradition selon laquelle le paiement ou le don manuel n'est valable que s'il est consenti par le bénéficiaire. Néanmoins, à l'époque du Livret A en papier, qui pouvait circuler physiquement, un tiers pouvait l'alimenter sans la présence du titulaire. De même, en se présentant dans une agence bancaire, une personne peut verser du liquide sur le compte d'un client de l'agence dont il connaît le nom, parfois même sans connaître le numéro de compte.

## Virement commercial à échéance
Le virement commercial à échéance (VCOM) est un virement commercial automatisé à une date future. Il émane du débiteur. À la différence du virement traditionnel qui est une opération au comptant, le VCOM prévoit un règlement à une date future pour être en même temps un instrument de crédit. La banque indique au créancier qu’elle a reçu cet ordre de virement à terme. Le banquier informe le bénéficiaire de l'arrivée future des fonds à une date prévue et le virement est mobilisable. Le créancier recevant avis du paiement à une date future va pouvoir mobiliser ce crédit et pour ce faire, il peut s’adresser à la banque du donneur d’ordre ou à sa banque. C'est notamment faisable par le biais d'une cession Dailly. Ainsi le VCOM est une opération se rapprochant des effets de commerce tels que le billet à ordre ou la lettre de change relevé (LCR).

## Les différents types de virements bancaires
Selon la fréquence d'envoi :
- Virement occasionnel : Un virement occasionnel ou exceptionnel est une somme virée de façon exceptionnelle sur le compte d'un bénéficiaire.
- Virement programmé : Appelé également virement régulier, le virement programmé est un transfert de fonds déterminé pendant une période fixe. C'est par exemple le cas, lorsqu'un locataire programme un virement permanent vers le compte de son propriétaire pour le paiement de son loyer.

Selon la date à laquelle les fonds sont virés :
- Virement immédiat : les fonds sont transférés instantanément sur le compte du bénéficiaire. Une fois l'ordre de virement validé, l'argent est transmis au compte bénéficiaire lors de la prochaine vacation bancaire. Seulement, il faudra patienter un ou deux jours pour réceptionner les fonds.
- Virement différé : L'ordre de virement est différé dans le temps choisi par l'émetteur du virement.
- Virement instantané : exécuté instantanément 365 jours par an 24/24h, les fonds sont réceptionnés instantanément. Les deux banques doivent être compatibles avec ce type de virement[1] et il est irrévocable.

Selon que l'argent soit transféré sur un compte appartenant à l’émetteur du virement ou à une tierce personne :
- Virement interne : l'argent est viré entre deux comptes appartenant à une même personne et ouvert dans le même établissement bancaire. Par exemple, un virement d'un compte courant vers un livret de développement durable et solidaire ouvert dans la même banque.
- Virement externe : Les fonds sont transférés entre deux comptes appartement à deux banques différentes.

Selon le pays auquel le transfert d'argent a lieu :
- Virement national : un virement national est un virement effectué entre deux comptes ouverts dans un même pays.
- Virement international : Les fonds sont transférés entre deux pays différents.